# Ikone (Schiff)
Die Ikone war ein 1937 gebautes, deutsches Küstenmotorschiff, das am 23. Februar 1967 während des Orkans Xanthia, später aufgrund des Unglücks des Seenotkreuzers Adolph Bermpohl auch als Adolph-Bermpohl-Orkan bezeichnet, vor der Westküste Jütlands oder Schleswig-Holsteins sank.

## Geschichte
Das Schiff wurde unter der Baunummer 113 auf der Schulte & Bruns Schiffswerft in Emden für Johann Fesefeldt in Uetersen gebaut. Der Stapellauf erfolgte am 29. Juli 1937. Das Schiff wurde am 30. September 1937 als Adelheid in Dienst gestellt. Es war zunächst rund 35 Meter lang und 7,65 m breit und mit 200 BRT vermessen. Die Tragfähigkeit des Schiffes betrug 430 t.
Während des Zweiten Weltkrieges wurde das Schiff als Leichter Artillerieträger genutzt. Es war zunächst für das Unternehmen Seelöwe, die letztlich nicht durchgeführte Invasion Großbritanniens, vorgesehen und wurde später für den Hafenschutz in Borkum genutzt. Im Mai 1945 wurde es in Emden durch Großbritannien beschlagnahmt und Anfang Juni an die Reederei zurückgegeben.
Im April 1951 wurde das Schiff auf der Bauwerft verlängert und war dann mit 288 BRT vermessen. Der bisherige Reeder verkaufte das Küstenmotorschiff 1960 an Harald Sietas in Uetersen, der es im März 1961 bei Pohl & Jozwiak in Hamburg erneut verlängern ließ. Das nun mit 344 BRT vermessene Schiff wurde 1965 an Rudolf Franz in Krautsand verkauft, der es in Ikone umbenannte.
Im Februar 1967 befand sich das Schiff mit einer Ladung Kies auf der Reise von Esbjerg nach Hamburg. Am 23. Februar 1967 geriet es in den Orkan Xanthia. Die letzte Meldung machte es südwestlich von Fanö. Vor Eiderstedt wurde später durch den Seenotkreuzer Ruhr-Stahl ein treibender Lukendeckel geborgen. Außerdem fand ein Hubschrauber der Bundesmarine ein zerschlagenes Rettungsboot der Ikone. Schiff und Besatzung blieben verschollen.